# Fragments of the Stars
Fragments of the Stars (яп. 星界の断章, Seikai no Danshō, укр. «Фрагмент Зірок») — серія книг, що містять короткі оповідання Хіроюкі Моріоки, дія яких відбувається в тому самому всесвіті та за участю персонажів з його романів «Герб Зірок» та «Стяг Зірок», багато з яких спочатку були опубліковані в журналі S-F Magazine. Слово Dansho означає уривок з літературного твору, але на цей момент немає єдиної думки щодо того, як саме слід перекладати цю назву. Одне з оповідань, що пізніше увійшло до збірки 2005 року «Фрагмент Зірок I», «Народження», було екранізовано у вигляді OVA у 2000 році, через чотири роки після його публікації в журналі S-F Magazine і за п'ять років до включення цього оповідання до видання 2005 року.

## Сюжет
«Фрагмент Зірок» складається з коротких оповідань, у яких беруть участь персонажі зі світу романів «Герб Зірок» та «Стяг Зірок».

## Персонажі
Імена вказані: Українська мова - Японська мова - Ромаджі - Мова Аб (Барон)
Абріель Ней Дебруск Ларт Криб Дебеус (яп. アブリアル・ネイ＝ドゥブレスク・クリューヴ王（ラルス・クリュブ）・ドゥビュース, Aburiaru Nei ＝ Ō （Rarusu Kuryubu） Dubyūsu, Abriel Nei Debrusc Larth Kryb Debeus)
Сейю: Сузуокі Хіротака
Король Криб. Маршал Зоряної армії. Син попереднього імператора Рамажа, батько Лафіель та Дюхіель. У 935 році імперського календаря разом з Лексшу він виявив у колишній Сонячній системі космічний корабель, на якому перебували штучні істоти, схожі на Аб, але не належні до цього виду.
Лексшу Веф-Робелл Плакія (яп. レクシュ・ウェフ＝ローベル・プラキア, Rekushu Wefu ＝ Rōberu Purakia, Lexshue Wef-Robell Plakia)
Сейю: Гара Такашіма
Кохана короля Криба Дебеуса, донор генів Лафіель. 935 року імперського календаря разом з Дебеусом виявила космічний корабель, на якому перебували штучні істоти, відмінні від оригінальних Аб. Наступного року була підвищена до десятого рангу і призначена капітаном штурмового корабля. У 952 році імперського календаря була призначена капітаном корабля «Госрот».

## Медіа

### Книги
| - "Походження" (яп. 創生, Sousei) (S-F Magazine, видання Лютий 1999) - "Банкет" (яп. 饗宴, Kyouen) (booklet Guangzhou Eisei-adversity, 1997) - "Колекція" (яп. 蒐集, Shuushuu) (S-F Magazine, видання Вересень 1999) - "Годівля" (яп. 哺啜, Hotetsu) (Буклет Humankind Empire Abh, 2000) - "Правління" (яп. 君臨, Kunrin) (S-F Magazine, видання Лютий 1997) - "Секрети" (яп. 秘蹟, Hiseki) (з відеогрою Crest of the Stars, 25 травня, 2000) - "Ноктюрн" (яп. 夜想, Yasou) (The Battle of the Stars, 2001) - "Тремтіння" (яп. 戦慄, Senritsu) (з відеогрою Banner of the Stars, 26 вересня, 2003) - "Народження" (яп. 誕生, Tanjou) (S-F Magazine, видання Серпень 1996) - "Тиран" (яп. 暴君, Boukun) (буклет Heavenly Game, 2002) - "Контакт" (яп. 接触, Seshhoku) (The World of Banner of the Stars, 1999) - "Первородний гріх" (яп. 原罪, Genzai) (новинка) |

| - "Анексія" (яп. 併呑, Heidon) (з CD драмою Crest of the Stars, Жовтень 2005) - "Заздрість" (яп. 嫉妬, Shitto) (Crest of the Stars Film Book 1, 2001) - "Явка на службу" (яп. 着任, Chakunin) (з CD драмою Banner of the Stars, Грудень 2005) - "Друг дитинства" (яп. 童友, Douyuu) (з CD драмою Banner of the Stars II, Лютий 2006) - "Переїзд" (яп. 転居, Tenkyo) (з CD драмою Banner of the Stars III, Квітень 2006) - "Змова" (яп. 謀計, Boukei) (Crest of the Stars Film Book 3, 2001) - "Ігри з м'ячем" (яп. 球技, Kyuugi) (Banner of the Stars Film Book 2, 2001) - "Розставання" (яп. 訣別, Ketsubetsu) (Crest of the Stars Film Book 2, 2001) - "Дитячий жарт" (яп. 童戯, Dougi) (Banner of the Stars Film Book 1, 2001) - "Благословіння" (яп. 祝福, Shukufuku) (Banner of the Stars Film Book 3, 2001) - "Зміна" (яп. 変転, Henten) (S-F Magazine, видання квітень 2006) - "Прихильність" (яп. 墨守, Bokushu) (новинка) |

| - "Табір" (яп. 野営, Yaei) - "Кемпінг з Дусанью" (яп. ドゥサーニュの場合, Dousānyu no baai) (з DVD Crest of the Stars, 28 травня, 2010) - "Кемпінг з Панеж (Споор)" (яп. ぺネージュの場合, Penēju no baai) (з DVD 'Banner of the Stars I, 25 червня, 2010) - "Кемпінг з Наур (Екуруя)" (яп. ノールの場合, Nōru no baai) (з DVD 'Banner of the Stars II/III, 23 липня, 2010) - "Від'їзд" (яп. 出奔, Shuppon) (з "Star World CD Book аудіодрамою with the Crest of the Stars та Banner of the Stars", 23 березня, 2011) - "Втручання" (яп. 介入, Kainyū) (S-F Magazine, випуски Травень 2013, 25 березня, 2013) - "Спокуса" (яп. 誘引, Yūin) (журнал доджінші Moon and Star Party, 2007) - "Прагнення" (яп. 海嘯, Kaishō) (S-F Magazine, October 2013 issue, 25 серпня, 2013) - "Розлука" (яп. 離合, Rigō) (опубліковано як "Перехрестя" (яп. 岐路, Kiro) in S-F Magazine, випуск Січень 2014, 25 листопада, 2013) - "Візит" (яп. 来遊, Raiyū) (новинка) |

### Аніме
OVA 2000 року стала адаптацією першої опублікованої історії «Фрагмент Зірок» під назвою «Народження», яка через 5 років була включена до книги 2005 року «Фрагмент Зірок I». Аніме було випущено в Північній Америці компанією Bandai Entertainment в останньому DVD-томі «Banner of the Stars II» у 2003 році, а 2013 року було пере ліцензовано Funimation для релізу 2018 року разом із колекцією DVD «Crest of the Stars». Воно також було включено до колекції Blu-ray «Герб Зірок» та «Стяг Зірок», випущеної в Японії 25 грудня 2019 року.
| Назва | Дата показу    |
| --- | -------------- |
| Народження "Tanjou" «誕生» | 7 квітня, 2000 |
| Хоча Плакія і прагне повернутися до столиці та відновити активну військову службу, вона погоджується з імпульсивним Дебюсом зробити невеликий відступ від медового місяця, щоб подивитися на залишки наднової зблизька. Під час розмови про зневагу та упередження, які земляни виливали на Аб як на нелюдську расу, на їхньому моніторі з'являється невідомий об'єкт, який вони незабаром ідентифікують як можливий застарілий тип міжпланетного корабля. Пара сідає на занедбаний і, здавалося б, порожній корабель, щоб дослідити його. Старий корабель рушає з місця, залишаючи їхній корабель позаду. Щоб уникнути можливості провести решту життя, безцільно плаваючи в космосі, Плакія вирішує використати вибухівку, щоб змінити курс корабля, але на короткий час страждає від радіації, залишаючи Дебюсу закінчити справу. Плакія натрапляє на муміфіковане тіло в кабіні пілота, що її дуже турбує. Попри її протести, Дебюс досліджує і підтверджує, що тіло належить біороїду, який здається краще побудованим, ніж їхні власні предки Аб. Коли вибухівка активується, трюм також розривається і випускає свій вантаж, який розривається, відкриваючи тіла інших біороїдів. Коли вони успішно втікають на свій корабель, Дебеус висловлює свою любов до Плакії в найвищому прояві, який можуть зробити тільки Аб. Таким чином, незабаром після цього народжується дівчинка. Її називають Лафіель, дорогоцінний камінь і джерело життя — дочка кохання. |                |

### Радіодрама
Адаптації «Контакт», «Первородний гріх», «Анексія» та «Друг дитинства» транслювалися у 2006 році на інтернет-радіо FM Osaka. «Первородний гріх» був останньою роботою серії «Seikai» за участю Хіротаки Судзуокі, який помер того ж року.

### CD драма
«Народження» було випущено як компакт-диск у 2001 році перед радіотрансляцією. Пізніше воно було включено до радіодрами «Стяг Зірок II» на CD-BOX (перше обмежене видання), випущеної у 2006 році, як додаток разом із 5-м епізодом «Ігри з М'ячем». Також третій епізод «Благословення» було випущено як додаток до CD-BOX «Стяг Зірок»; четвертий епізод «Ігри з м'ячем» як додаток до CD-BOX «Стяг Зірок»; шостий епізод «Ревнощі» – у додатку до CD-BOX «Стяг Зірок III». Усі вищезгадані драми транслювалися у 2006 році після закінчення радіодрами «Стяг Зірок IV» на FM Osaka. 23 лютого 2011 року «Контакт», «Первородний гріх», «Анексія» та «Друг дитинства» були випущені як «CD-Book Star World Audio Drama with the Crest of the Stars and Prapor of the Stars ». 25 грудня 2019 року для офіційного магазину Bandai Namco Arts було записано «Seikai Series Complete Blu-ray BOX» під назвою «Separation of the Star World: Day of the Fall of Lakfakar».
- 星界の断章オーディオドラマCDブック with 星界の紋章&星界の戦旗 [Seiikai no Danshō Ōdio Dorama CD with Seikai no Monshō & Seikai no Senki]. 株式会社エムディエヌコーポレーション. 2003-11. ISBN 978-4-8443-6190-9. «Контакт», «Первородний гріх», «Анексія» та «Друг дитинства» — 4 епізоди.。